# Billbergia acreana
Billbergia acreana är en gräsväxtart som beskrevs av Harry Edward Luther. Billbergia acreana ingår i släktet Billbergia och familjen Bromeliaceae. Inga underarter finns listade i Catalogue of Life.